# Pat Nevin
Patrick Kevin Francis Michael Nevin (Glasgow, 1963. szeptember 6. –) skót válogatott labdarúgó. 

## Pályafutása

### Klubcsapatban
1981 és 1983 között a Clyde labdarúgója volt. 1983-tól 1988-ig a Chelsea játékosaként 193 mérkőzésen lépett pályára és 36 gólt szerzett. 1988 és 1992 között az Evertont erősítette. 1992-től 1997-ig a Tranmere Roverst erősítette. Az 1997–98-as szezonban a Kilmarnockban szerepelt. 1998 és 2000 között a Motherwellben játszott. 

### A válogatottban
1982-ben a skót U18-as válogatottal U18-as Európa-bajnokságot nyert. 1986 és 1996 között 28 alkalommal szerepelt a skót válogatottban és 5 gólt szerzett. Tagja volt az 1992-es Európa-bajnokságon szereplő válogatott keretének. 

## Sikerei, díjai
Skócia
- U18-as Európa-bajnok (1): 1982